# 朱惟熠
朱惟熠（1510年4月9日—1585年2月14日），字光甫，號鶴山主人，明朝秦藩郃陽王府奉國將軍、奉祀宗室，輔國將軍朱秉橘嫡長子。

## 生平
正德五年三月二日（1487年4月9日）出生。後封奉國將軍。正德十二年（1517年）父親郃陽王府奉祀宗室朱秉橘去世。其後，朱惟熠接替奉祀。萬曆十三年正月十五日（1585年2月14日），朱惟熠去世，享年七十六歲。

## 家庭

### 妻
- 淑人趙氏（1509年－1531年），鳳陽府判趙邦憲次女，生朱懷墝。

### 妾
- 内助仲氏（1512年－1552年），咸寧縣名家仲儒女，生四子二女[2]。
- 内助劉氏，長安縣處士劉淮女。

### 子
- 嫡長子：鎮國中尉朱懷墝，接任奉祀，恭人李氏
- 庶第二子：鎮國中尉朱懷𡒳
- 庶第三子：鎮國中尉朱懷墿
- 庶第四子：鎮國中尉朱懷塐
- 庶第五子：1552年生

### 女
- 長女：紫雲鄉君，儀賓吕應科
- 次女：赤坂鄉君，儀賓彭承恩

### 孫
- 輔國中尉朱敬鉘，朱懷墝之子，接任奉祀[3]
- 輔國中尉朱敬𨧫
- 輔國中尉朱敬𮢫
- 輔國中尉朱敬
- 輔國中尉朱敬
- 輔國中尉朱敬[4]

## 墓葬
萬曆十三年（1585年）十二月，朱惟熠與淑人趙氏、仲氏合葬於陝西西安府咸寧縣鮑陂里鴻固之原（今陝西省西安市雁塔区长延堡街道庙坡头村東南）。2004年－2005年，為配合基本建設，陕西省考古研究所對包括朱惟熠墓在內的其家族4座墓葬進行了發掘。朱惟熠墓為竖穴土坑砖券洞室墓，平面呈长方形，斜坡墓道在南，墓室居北。

[誌蓋]

朙秦藩奉國將軍隺山公之墓

[誌文]

　　明秦藩奉國將軍鶴山公墓誌銘

賜進士第嘉議大夫南京應天府府尹前提督翰林院四夷舘太常寺少卿兩京太僕寺卿吏兵二科都給事中

賜　一　品　服　長　安　王　鹤撰文

賜同進士出身進階正議大夫資治尹奉

勑巡撫雲南兼建昌畢節等處地方賛理軍務兵部左侍郎兼都察院右僉都御史前奉

勑巡按直隸等處監察御史通政使司右叅議大理寺右少卿左少唧太僕寺卿太常寺卿大理寺卿侍

經筵官奉

勑總理兩浙福建二鹽運司雲南廣東等處各提舉司江西浙江福建兩廣雲貴湖廣江南直隸等處鹽法屯田都察院協管院事左副

　　都御史工部右侍郎長安鄒應龍篆蓋

　　萬曆乙酉正月十五日，奉國将軍鹤山公卒。子墝等，卜以卒之年十二月十六日，葬公韋曲原祖兆。先期，持長治丞謝君所為状請

　　銘。状稱：公諱惟熠，字光甫，自謂鶴山主人，

太祖高皇帝八世孫，

　秦愍王七世孫，

　郃陽惠恭王四世孫。父輔國將軍秉橘。母夫人王氏，生公暨弟惟炟。公生有異質，左目重瞳子，豐頤美鬚，容止閒雅。童時以父母見背，

　　未獲授學。然資禀聦慧，器宇凝重，即善學者不逮也。正德乙亥，

　安僖王薨，無子，公以猶子入祀。惟時王妃在堂，偶爾疽發於臂，且浸蝕危急。公入侍湯藥，出禱神祗，不遑起居者踰月，而母妃頼以無

　　虞，遠近同聲稱之為孝感云。自安僖薨後，家政漸弛，公以細事付家監而自理其巨者，凡祭祀、讌享、奉母、敦族，罔不中禮。每念幼時

　　未學，日以不能誦法先哲爲媿，延里中耆舊多聞者，時其廪氣，資其見聞，而於鄉之縉紳賢且文者尤禮重之。每歲時令節，張筵設

　　醴，繼之以卜夜，淹之以投轄，即霄沉漏徹，端纓不倦，未嘗愆於禮度，罔承權輿也。己卯

大慶，詔有司以羊酒絹帛賜宗室高年者，公以七十受賚，出同時諸宗之右，故舉國榮之。秦自

　定王、

　宣王、

　靖王，念公厚德，獨隆禮遇。

　今王益稔其賢，謂公國之老成，

　先王之所重，凡所以禮公者視昔有加焉，故受賚則予以華扁，懸弧則贈以佳章，物采輝煌，觀者悚動。及其疾也，遺官省問，遣醫致藥，

　　且慮及衣衾，出宫錦為，此又舉國宗室今昔之所無也。公既累荷

　國恩，感激思報，預命諸郎以城北園圃獻之，擬詩人投桃之義。

　王之明於尚賢，公之篤於報德，咸可紀誦，稱

　秦藩盛事云。公體厚善攝，素無疾苦。歲初，偶爾違和。宗族賓客問之，則曰：痰火為患，頃當就平耳。諸郎為公老，則朝夕入侍。元夕之前，

　　語諸郎以疾平，各遣歸子舍。明日，復入侍，將與語不能，瞬息属纊矣。詎生正德庚午三月二日，亯年七十又六。元配趙氏，鳳陽府通

　　判邦憲女，封淑人。繼配淑人仲氏，咸寧處土儒女。再配内助劉氏，長安處士淮女。劉儒家子，克正内壼，幽閑淑慎，公之晚年頼以優

　　游休暇多矣。公生四男子：曰墝，配李氏；曰𡒳，配蒲氏；曰墿，配楊氏；曰塐，配王氏。男俱封鎮國中尉，配俱封恭人。而墝以長，奉

　國主命繼父管理府事。女子二：長封紫雲鄉君，適吕應科；次封赤坂鄉君，適彭承恩。俱授儀賔。孫男子六人：鉘、𨧫、𮢫、，俱封輔國

　　中尉。鉘娶張氏，𨧫娶劉氏，俱封冝人，餘未聘。孫女子六人：長適師訓，次適張子英，餘四人未字。玄孫男子一，曰誼𣹲；女子一，幼。公嘗

　　以踪跡得盜，則懲而不酷；以噐物給子，則均而不私；以惠愛篤同氣，則老而不厭；以田畆贍故友，則沒而後已。寡怨讟於平日，獲聲

　　譽於身後，冝也，非幸也。向余讀《漢書》諸王列傳，至東平、北海，以為文勝之辭。今睹隺山公之賢，乃知性行原於夙成，率履非由勉強，

　　貴不能驕，富不能淫，斯故東平、北海之儔也。

聖朝以德禮化天下，有宗人若公者，可使之湮没無聞、泯泯於後世哉？則部使者之採擇太史氏之紀録，端有待矣。銘曰：於穆君侯，

天潢之良。騶虞麟趾，長發其祥。郃陽開國，侯乃祀之。繩其祖武，罄無不冝。黜紛崇素，持滿戒盈。雅則北海，善乃東平。設醴尚賢，遠竽避俗。

　　七十餘龄，令終有淑。韋曲玄宮，載尌載封。子子孫孫，慶衍無窮。

　　　　　　　　　　　　　　　　　　　　　　太學生婣弟長安劉維正頓首拜書丹。

　　　　　　　　　　　　　　　　　　　　　　　　　　　　　　男墝、𡒳、墿、塐泣血上石。　　　　　　　　張尚信鐫。